# 太平兴国石经幢
太平兴国石经幢，位于江苏省常州市天宁区，是中华人民共和国江苏省文物保护单位之一。
1995年4月19日，授予江苏省文物保护单位，是一座石刻。